# Visual Prison
Visual Prison (jap. ヴィジュアルプリズン) ist eine Anime-Fernsehserie des Studios A-1 Pictures aus dem Jahr 2021. Die Geschichte um als Visual-Kei-Musiker an einem Wettbewerb teilnehmende Vampire wurde international in mehreren Sprachen, darunter auch mit deutschen Untertiteln, veröffentlicht.

## Inhalt
Der Waisenjunge Ange Yuki trifft in Harajuku auf die Band Los†Eden, als diese einen Auftritt auf der Straße vor ihren Fans veranstaltet. Und auch ihre Konkurrenten, das Duo Eclipse tritt auf. Ange wird von dem Auftritt in den Bann gezogen und auch sein Körper reagiert seltsam darauf, sodass der zufällig vorbeikommende Guiltia Brion sich ihm annimmt. Er offenbart Ange, dass er ein Halbvampir ist und die beiden Bands aus Vampiren bestehen – wie er auch selbst einer ist. Daher wurde der vampirische Teil Anges durch den Gesang erweckt, mit dem er noch nicht richtig umgehen kann. Die Vampire können ihre Gefühle durch Gesang ausdrücken; bei ihren Auftritten wird die Illusion „Visual Prison“ geschaffen, das ihre wahren Gefühle ausdrückt. Sie sammeln sich besonders in Harajuku, da hierüber der rote Mond steht. Dieser regelt mit seinen Gesetzen das Leben der Vampire und bestraft sie, wenn sie dagegen verstoßen. Jedes Jahr treten Vampire im Gesangswettkampf vor dem roten Mond an. Wer den Wettkampf gewinnt, erhält einen kristallenen Blutstropfen und mit zehn dieser kann man eine neue Regel für die Vampire aufstellen. Eclipse führten zuletzt die Regel ein, dass Vampire keine Menschen beißen dürfen. Guiltia war selbst früher mit Eclipse sowie mit Saga, dem Leadsinger von Los†Eden, in der Gruppe Eclipse, ehe er sie verlassen hat. Aus dieser Zeit kennt und bewundert auch Ange ihn. Und nun wurde Ange vom roten Mond selbst eingeladen, an dem Wettkampf teilzunehmen.
So kommt Ange nach all diesen Offenbarungen bei seinem Vorbild unter, der jedoch aufgehört hat zu singen, und lebt auch mit dem fürsorglichen Eve Louise in einem Haus. Und bald stößt Robin Laffite zu ihnen. Er war in London ein bekannter Sänger, kam auf der Suche nach seinem Bruder nach Japan und freundet sich schnell mit Ange an. Doch der rote Mond verbietet es auch, Menschen zu verraten, dass man ein Vampir ist, sodass sie beiden Älteren Abstand zu Anges neuem Freund suchen. Der erfährt dann, dass Jack Mouton von Los†Eden Robins Bruder ist. Er ließ sich zu einem Vampir machen, weil er seinen Bruder nie im Gesang überbieten konnte und sich so zumindest seine kindliche Stimme bewahren wollte. Robin erkennt seinen Bruder unerwartet wieder, wird von ihm erst zurückgewiesen und dann durch seine Hartnäckigkeit schließlich in einen Vampir verwandelt. Jack wird dafür zwar bestraft, ist aber dennoch froh, wieder mit seinem doch geliebten Bruder vereint zu sein. Robin entschließt sich, zusammen mit Ange als „Oz“ beim Wettkampf anzutreten. Als sie erfahren, dass Eve in Wirklichkeit ein Vampirjäger ist, der schließlich selbst zum Vampir wurde, haben sie dennoch keine Angst vor ihm. Weil er trotz seiner dunklen Seite, mit der er heute nur noch bösartige Vampire jagt, von ihnen akzeptiert wird, schließt sich Eve Oz an. Schließlich kann Ange sogar Guiltia überzeugen, mit ihnen zu singen. Er gibt ihm das versprechen, immer mit ihm zu singen und ihn nicht aufzugeben.
Bei einem Nebenjob für Los†Eden lernt Ange auch diese Band besser kennen. Saga ist von Guiltia enttäuscht, weil der einst Eclipse verlassen und aufgelöst hat, und will ihn nun mit seiner eigenen Gruppe übertreffen. Deren Mitglieder behandelt er wie seine Familie, auch wenn sie nach außen eher ungehobelt auftreten. Während die Vorbereitungen für den Wettbewerb laufen und auch Oz bei ersten Konzerten an Popularität gewinnt, lernt Ange mehr für Guiltias Vergangenheit: Er hatte sich aus Eclipse zurückgezogen, nachdem er einen Menschen kennen und lieben gelernt hatte und dieser bei einem Unfall gestorben war. Durch diesen Verlust konnte Guiltia seine Gefühle nicht mehr durch Gesang ausdrücken. Erst durch Ange ist er wieder dazu fähig. Außerdem hat Guiltia schon mehrfach gegen die Regeln des roten Mondes verstoßen und wird bald daran sterben. Als Ange sich wünscht, ein vollwertiger Vampir zu werden, erfüllt Guiltia ihm diesen Wunsch. Dabei verrät er, dass es Anges Vater war, der bei dem Unfall starb und Guiltia seine Mutter durch einen Biss rettete und Ange so zu einem Halbvampir machte. Nach der Verwandlung Anges in einen Vampir ist Guiltia so geschwächt, dass er bewusstlos wird. Die Freunde sind verzweifelt und die Gruppe droht sich aufzulösen. Doch durch Unterstützung der anderen Gruppen erfahren sie, dass Guiltias Geist zumindest im Visual Prison noch wiederbelegt wird. Sie nehmen am Wettbewerb teil und können ihn schließlich für sich entscheiden. Die gesammelte Blutstropfen wird gemeinsam mit denen der anderen Bands eingesetzt, um Guiltia wiederzubeleben.

## Produktion und Veröffentlichung
Die Serie entstand nach einem Konzept von Noriyasu Agematsu und nach einem Drehbuch von Yukie Sugawara beim Studio A-1 Pictures. Regie führte Takeshi Furuta sowie als unter ihm auch Tomoya Tanaka. Die Charakterdesigns entwarf Ikumi Katagiri und die künstlerische Leitung lag bei Hirofumi Sakagami.
Die insgesamt 12 je 25 Minuten langen Folgen wurden vom 9. Oktober bis 25. Dezember 2021 von den Sendern Tokyo MX, GTV, GYT, BS11, ABC TV, Mētele und Wowow in Japan ausgestrahlt. International erfolgte parallel die Veröffentlichung auf Streaming-Plattformen mit Untertiteln, darunter mit deutschen Untertiteln bei Wakanim.

### Synchronisation
| Rolle           | japanischer Sprecher (Seiyū) |
| --------------- | ---------------------------- |
| Ange Yuki       | Shōya Chiba                  |
| Guiltia Brion   | Makoto Furukawa              |
| Eve Louise      | Hiroki Nanami                |
| Robin Laffite   | Shun Horie                   |
| Latour Saga     | Takuya Eguchi                |
| Mist Flaive     | Nobunaga Shimazaki           |
| Jack Mouton     | Shōgo Yano                   |
| Veuve Elizabeth | Takuma Nagatsuka             |
| Hyde Jayer      | Shōta Aoi                    |
| Dmitri Romanee  | Toshiki Masuda               |

### Musik
Die Musik der Serie stammt von der Band Elements Garden. Der Vorspann ist unterlegt mit dem Lied Zankoku Shangri-la von der Band Oz aus der Serie und gesungen von deren Sprechern. Das Abspannlied ist Bloody Kiss, gesungen von den Sprechern der Gruppe Los†Eden aus der Serie.